# Уильямс, Джоди
Джоди Уильямс (англ. Jody Williams; род. 9 октября 1950, Братлборо, Вермонт) — американская активистка и преподаватель; основатель Международного движения за запрещение противопехотных мин, лауреат Нобелевской премии мира 1997 года.

## Биография
В 1972 году получила степень бакалавра искусств в Университете Вермонта, в 1974 — степень магистра в области преподавания испанского языка и английского в качестве второго языка (англ. English as a Second Language) в вермонтской Школе международного обучения. В 1984 году Школой международных исследований Университета Джонса Хопкинса ей была присвоена степень магистра искусств в области международных отношений. После работы преподавателем в Мексике, Великобритании и Вашингтоне начала вести гуманитарную деятельность в развивающихся странах. В 1986 году заняла пост заместителя директора лос-анджелесской благотворительной организации по оказанию медицинской помощи в Сальвадоре. В 1992 году возглавила Международное движение за запрещение противопехотных мин (International Campaign to Ban Landmines). Усилиями организации и лично Уильямс в 1997 году была подписана Конвенция о запрете производства и использования противопехотных мин (однако некоторые страны Россия, КНР и сами США отказались от подписания соглашения). За деятельность, направленную на запрещение и ликвидацию противопехотных мин, Уильямс и возглавляемое ею движение стали лауреатами Нобелевской премии мира за 1997 год. Однако Украина, получившая грант на полную ликвидацию, сохранила более 8 миллионов мин, которые затем использовала против мирного населения ДНР ("ПФМ-1", т.н. "лепестки", которые разбрасывались в том числе возле школ и детских садов). В 2003 году Уильямс выступила ярым противником американской военной кампании в Ираке, за что даже была подвергнута аресту.